# قطعنامه مجمع عمومی
قطعنامه مجمع عمومی سازمان ملل متحد، تصمیم یا اعلامیه ای است که در مجمع عمومی توسط همه کشورهای عضو سازمان ملل به رای گذاشته می‌شود.
قطعنامه‌های مجمع عمومی معمولاً به تصویب اکثریت ساده (۵۰ درصد آرا به اضافه یک رای) نیاز دارند. با این حال، اگر مجمع عمومی تشخیص دهد که این موضوع با اکثریت آرا «مسئله مهمی» است، اکثریت دوسوم لازم است. پذیرش اعضای جدید در سازمان ملل، تعلیق حقوق و امتیازات عضویت، اخراج اعضا، عملکرد سیستم قیمومت یا بودجه سروکار دارند. .
اگرچه قطعنامه‌های مجمع عمومی به‌طور کلی برای کشورهای عضو الزام‌آور نیست، اما قطعنامه‌های داخلی ممکن است برای عملکرد مجمع عمومی لازم‌الاجرا باشد، به عنوان مثال با توجه به موارد بودجه و رویه.